# Margherita Drummond
Margherita Drummond (30 novembre 1340 – 31 gennaio 1375) fu regina consorte di Scozia, come seconda moglie del re Davide II.

## Biografia
Margherita era la figlia di Sir John Logie, e di sua moglie, Margaret Graham, contessa di Menteith. 

## Matrimoni

### Primo Matrimonio
Margherita sposò in prime nozze Sir John Logie, dalla loro unione nacque un figlio: 
- John Logie[1][2]

Per contrastare l'influenza di Stewart, Davide II di Scozia perdonò John Logie nel settembre 1343 e gli restituì la grande signoria di Strathgartney. 

### Secondo Matrimonio
Dopo la morte di suo marito, divenne l'amante del re Davide II, egli stesso vedovo della sua prima moglie, Giovanna d'Inghilterra.
Margherita e Davide II si sposarono a Inchmurdach il 20 febbraio 1364. Questo matrimonio portò dei benefici a lei e alla sua famiglia. Non ebbero figli e il re chiese il divorzio il 20 marzo 1369 per infertilità. Avendo avuto un figlio dal suo primo matrimonio, sembra probabile che lo stesso Davide fosse sterile, dato che anche il suo primo matrimonio non ha prodotto eredi.
Margherita, allora, andò ad Avignone per fare appello a Papa Urbano V che la sostenne e vietò il divorzio, così torno in Scozia e visse con suo marito fino alla sua morte avvenuta il 31 gennaio 1375. Il suo funerale fu pagato da papa Gregorio XI.